# What If (canção de Creed)
"What If" é uma música da banda Creed, foi lançada em seu segundo álbum de estúdio Human Clay. Esta música faz parte da trilha sonora do filme Scream 3.

## Desempenho nas paradas musicais
| Parada musical (2000)                       | Posições |
| ------------------------------------------- | -------- |
| Estados Unidos - Hot Mainstream Rock Tracks | 3        |
| Estados Unidos - Alternative Songs          | 15       |